# Lepus starcki
La liebre de las tierras altas de Etiopía (Lepus starcki) es una especie de liebre de la familia Leporidae que vive en Etiopía.
Está restringida a un área geográfica muy pequeña, en las montañas etíopes, pero dentro de esta reducida zona es muy abundante, por lo que no se considera amenazada, encontrándose entre los 2.140 y los 4.380 m s. n. m., donde se alimentan en los prados de alta montaña.